# Fatter Eskil
Fatter Eskil er et værtshus og spillested for rytmisk musik beliggende i Skolegade i det centrale Aarhus.
Stedet blev grundlagt af musikeren Eskil Holten i 1973 og er siden blevet kendt for at have livemusik de fleste af ugens dage. Repertoiret er bredt og byder på såvel original- som covermusik inden for pop, rock, blues, metal, hiphop, r'n'b, soul, funk m.m. Fatter Eskil oplevede som mange andre spillesteder i byen en krise i 1990'erne og måtte lukke i februar 1995, men åbnede allerede et halvt år senere med nye ejere.
Udover livemusikken er stedet kendt for sin natbar. Fredag og lørdag er der fra ca. kl. 01:30 Late Night koncert og af og til Late Night DJ efter aftenens koncert.
I 2018 vandt Fatter Eskil titlen som "Byens Bedste gå-i-byen-sted" der afholdes af Århus Stiftstidende, hvor en jury og avisens læsere stemmer om "Byens Bedste" inden for forskellige kulinariske samt hverdags- og kulturoplevelser i Aarhus.

## Fatter Eskil Prisen
I samarbejde med bl.a. TAK ROCK! har Fatter Eskil siden 2012 afholdt konkurrencen "Fatter Eskil Prisen". 16 udvalgte upcoming bands/artister med eget materiale dyster om titlen som vinder af Fatter Eskil Prisen. I 2019 var hovedpræmierne 25.000 kr. fra TAK ROCK! øremærket til studieindspilninger hos Tapetown i Aarhus samt en optræden på LiveCamp på Smukfest i Skanderborg.
Prisen gives efter fire kvartfinaler, to semifinaler og finale på Fatter Eskil hvor vinderen kåres af et dommerpanel bestående af branchefolk fra musikbranchen i Aarhus. Til prisens første uddeling blev bandet Scarlet Pleasure opdaget og udplukket af et pladeselskab inden konkurrencens finale.